# Уропорфириногены
Уропорфириногены это тетрапирролы с четырьмя остатками пропионовой кислоты(«Р» группа) и четырьмя остатками уксусной кислоты («А» группа). Существует четыре формы, отличающиеся взаиморасположением А и Р групп (по часовой стрелке).
- Форма I или уропорфириноген I: AP-AP-AP-AP.
- Форма III или уропорфириноген III: AP-AP-AP-PA.
- Формы «II» и «IV» можно создать искусственно, но в природе они не встречаются.